# サンショウ属
サンショウ属（山椒属、さんしょうぞく、学名: Zanthoxylum）は、ミカン科の属の一つである。　中国では花椒属と呼ぶ。

## 学名の由来
属名はギリシア語の「黄色い (Xantho- ) 木 (xylum) 」 の意味で、ギリシア語で黄色の zanthos と材の xylon 、つまり木質部（内皮）が黄色みを帯びていることによる。

## 主な種
- カラスザンショウ Zanthozylum ailanthoides[4]
- アマミザンショウ Z. amamiense[4]
- トウフユザンショウ Z. armatum[4]
  - フユザンショウ Z. armatum var. subtrifoliatum[4]
- イワザンショウ（別名: ヒレザンショウ）Z. beecheyanum[4]
- オーストラリアサティンウッド（英語: satinwood in Australia）Z. brachyacanthum[5]
- カホクザンショウ Z. bungeanum[4]
- ヒメハゼザンショウ Z. dimorphophyllum[4]
- コカラスザンショウ Z. fauriei[4]
- ウエストインディアンサティンウッド（英: West Indian satinwood）Z. flavum（シノニム: Fagara flava[5]）
- オロンボゴ（ガボン: olon-vogo）Z. gilletii（シノニム: Fagara macrophylla[5]）
- オロン（ガボン: olon; 赤道ギニア: olong）Z. heitzii（シノニム: Fagara heitzii[5]）
- ネワタノキ Z. integrifoliolum[4]
- チェンクリン（マラヤ: chenkring）Z. myriacanthum[5]
- テリハザンショウ（別名: テリバザンショウ）Z. nitidum (Roxb.) DC.[4]
- サンショウ Z. piperitum (L.) DC.[4]
- ハンタールドゥリ（マラヤ: hantar duri）Z. rhetsa[5]
- ツルザンショウ Z. scandens[4]
- イヌザンショウ Z. schinifolium[4]（シノニム: アリサンザンショウ Z. pteropodum）
- トウザンショウ Z. simulans[4]
- ヤクシマカラスザンショウ Z. yakumontanum[4]

## 性状
世界の熱帯・亜熱帯および温帯地方に広く分布しており、250種あまりが知られている。落葉または常緑の低木または高木で、樹高は2 - 8メートルくらいのものが多い。幹は直立する。葉は互生し、羽状複葉で、潰すと香り（時に不快臭）があるものが多く、辛みと舌を痺れさせるような刺激性がある。全体に棘を持つものが多い。花は小さく、萼片および花弁は4または5で、花弁を欠くものもある。

## 利用
サンショウは日本で、カホクサンショウは中国、特に四川省で料理にスパイスとして用いられる。またヨーロッパでは一部の種が、リウマチおよび歯痛の特効薬として用いられていた。